# Абаза (род)
Абаза́ — русский дворянский род абхазского происхождения.

## Происхождение и история рода
Предок дворянского рода Абазов, внук Абаза Мехмед-паши.
Родоначальник — Илья Андреевич Абаза (1655—1727), молдавский боярин и ворник Бутушайський, получил подтвердительную грамоту на наследственные имения (1676), принял российское подданство в польском городе Яворов и пожалован чином полковник (25 мая 1711), имел 46 дворов в селе Двуречном (Волошский кут), упомянут (1727), женат на Елизавете Фёдоровне Расуловой, дочери молдавского боярина и ключерула. Супруги имели шесть сыновей, из которых, Лукьян Ильич, женат на Елене Константиновне Стурдза, дочери логофета, с отцом выехал в Россию, ротмистр Евстафий Ильич, женат на Ксении Степановне Казимировой, дочери молдавского боярина.  

## Описание герба
В золотом поле чёрного цвета голова зубра, проткнутая между глазами мечом от правого угла к левому.
Щит увенчан дворянскими шлемом и короной. Нашлемник: закованная в латы рука, держащая обнажённый меч. Намёт на щите золотой, подложенный чёрным. Герб Абаза внесён в Часть 15 Общего гербовника дворянских родов Всероссийской империи, стр. 109.

## Родословная (фрагмент)
- Абаза-паша (1576—1634)
  - Андрей Мехмедович Абаза (Абазин) (1634—1703)
    - Абаза, Илья Андреевич (1655—1727) — молдавский боярин и ворник Бутушайский, который принял российское подданство. Основал российский дворянский род Абазов.
      - Лупул Ильич Абаза (1691 — до 1786)
        - Антон Лукьянович Абаза (ок. 1720? — ок. 1757?) — капитан Старого Молдавского гусарского полка. Убит в прусском походе.
          - Григорий Антонович Абаза (1745—?)
            - Василий Григорьевич Абаза (1787—?)
              - Иван Васильевич Абаза (1817—?)
                - Абаза, Виктор Иванович (1864—1931) — полковник, герой Первой мировой войны.

      - Евстратий Ильич Абаза (между 1706 и 1711 — до 1786)
        - Иван Евстратьевич Абаза (1734 — после 1794)
          - Степан Иванович Абаза (ок. 1762? — 1812)
            - Андрей Степанович Абаза (1797—?)
              - Вениамин Андреевич Абаза (1837—1915)
                - Абаза, Виктор Вениаминович (1873—1954) — музыкант, балалаечник, автор романсов.

        - Андрей Евстратьевич Абаза (1736 — до 1815)
          - Алексей Андреевич Абаза
            - Алексей Алексеевич Абаза (ок. 1855? — ?)
              - Борис Алексеевич Абаза (1883—1970) — инженер
                - Абаза, Алексей Борисович (1916—1994) — американский пианист, композитор и музыкальный педагог

          - Максим Андреевич Абаза (1789—?)
            - Абаза, Аркадий Максимович (1845—1915) — российский композитор.

          - Афанасий Андреевич Абаза (1792—1792)
            - Абаза, Виктор Афанасьевич (1831—1898) — генерал-майор, издал в 1885 году «Историю России для учащихся» и в 1886 году — «Историю России для народа».

      - Иван Ильич Абаза (1695 — после 1742)
        - Константин Иванович Абаза (1732—1795)
          - Никандр Константинович Абаза (1768—?)
            - Абаза, Платон Никандрович (1798—1862) — практик сельского хозяйства, автор статей по овцеводству.
            - Аполлон Никандрович Абаза (1803—?)
              - Николай Аполлонович Абаза (1827 — после 1903)
                - Абаза, Владимир Николаевич (1873—1931) — украинский военный деятель, подполковник Армии УНР.

          - Дмитрий Константинович Абаза (1767—1838)
            - Константин Дмитриевич Абаза (1804—?)
              - Абаза, Константин Константинович (1841—1905) — военный педагог.
              - Абаза, Василий Константинович (1845—1911) — член Киевской судебной палаты.

      - Николай Ильич Абаза (1712—1786)
        - Василий Николаевич Абаза (1760 — после апрель 1834)
          - Савва Васильевич Абаза (1800—1854) — подпоручик 46-го егерского полка.
            - Абаза, Николай Саввич (1837—1901) — российский государственный деятель.

          - Аггей Васильевич Абаза (1783—1852)
 OO Прасковья Логгиновна, урожд. Манзей (1801—1837)
            - Прасковья Агеевна (1817—1883) OO за А. Ф. Львовым
            - Мария Агеевна (1834—1903)OO за Н. А. Милютиным
            - Абаза, Александр Аггеевич (1821—1895) — государственный деятель, министр финансов Российской империи, член Государственного совета OO Абаза, Юлия Фёдоровна (1830―1915) ― русская певица (меццо-сопрано), музыкант, общественный деятель.
            - Абаза, Эраст Агеевич (1819—1855) — майор Житомирского егерского полка, музыкант-любитель, вошёл в историю как автор знаменитого романса на стихи И. С. Тургенева «Утро туманное».
            - Михаил Агеевич Абаза (1825—1859)
              - Абаза, Алексей Михайлович (1853—1915) — российский контр-адмирал, государственный деятель.

          - Михаил Васильевич Абаза (1799—1852)
            - Абаза, Александр Михайлович (1826—1889) — полтавский городской голова в 1872—1888 годах.
              -  Александр Александрович Абаза (1881—1965)
                -  Борис Александрович Абаза (1908—?)
                  -  Абаза, Александр Борисович (1934—2011) — советский фотограф, фотожурналист, фотохудожник.